# プリオーロ・ガルガッロ
プリオーロ・ガルガッロ（イタリア語: Priolo Gargallo, シチリア語: Priolu）は、イタリア共和国シチリア州シラクーザ県にある、人口約1万2000人の基礎自治体（コムーネ）。

## 地理

### 位置・広がり

#### 隣接コムーネ
隣接するコムーネは以下の通り。
- メリッリ
- シラクーザ
- ソラリーノ
- ソルティーノ